# 145062 Hashikami
145062 Hashikami è un asteroide della fascia principale. Scoperto nel 2005, presenta un'orbita caratterizzata da un semiasse maggiore pari a 2,7261868 UA e da un'eccentricità di 0,1003553, inclinata di 6,78630° rispetto all'eclittica.
L'asteroide è dedicato all'omonima cittadina giapponese in cui nacque il padre dello scopritore.